# Referendum o financiranju gradnje tretjega bloka trboveljske termoelektrarne
Referendum o financiranju gradnje tretjega bloka trboveljske termoelektrarne (TET 3) je bil zakonodajni referendum zavrnitvenega tipa, ki je potekal 10. januarja 1999. Predlagali so ga poslanci Socialdemokratske stranke Slovenije, Slovenskih krščanskih demokratov in Slovenske ljudske stranke.  

## Referendumsko vprašanje
Poenostavljeno so volivci odločali o tem, ali naj gradnjo TET 3 sofinancira država s 150 milijoni Nemških mark in je porok za posojilo v višini 275 milijonov mark.